# Militaire Vijfkampkruis van het Nederlands Olympisch Comité

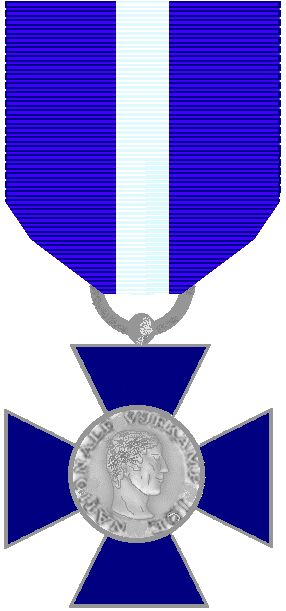
Kruis

Het Militaire Vijfkampkruis van het Nederlands Olympisch Comité (sinds 1937 spreekt men van het Nationale Vijfkampkruis) werd in 1931 door het Nederlands Olympisch Comité ingesteld en, met een onderbreking in de oorlog, tot 1959 verleend. In dat jaar nam de Nederlandse Sport Federatie de fakkel over en werd het Nationale Vijfkampkruis ingesteld. Militairen mochten het kruis op hun uniform dragen.
De moderne vijfkamp, schieten, schermen, lopen, zwemmen en paardrijden is als sportwedstrijd uitmuntend geschikt voor het leger. Het NOC heeft de eerste wedstrijd voor officieren in 1916 georganiseerd voor officieren maar de geringe deelname, meestal niet meer dan zo'n vijfentwintig deelnemers en in 1919 maar tien waarvan minder dan de helft genoeg punten behaalde, deed het NOC in 1921 besluiten om ook onderofficieren mee te laten dingen. In dat jaar deden achttien officieren en negenentwintig onderofficieren mee.In 1937 werden ook burgers tot de vijfkamp toegelaten maar de naam "militaire vijfkamp" beklijfde.
Na de eerste vijftien vijfkampen kregen de deelnemers alleen een diploma. In 1931 werd het Vijfkampkruis ingesteld als "beloning voor officieren en onderofficieren wegens het voldoen aan de eisen gesteld voor de militaire vijfkamp". Het is een particuliere onderscheiding, maar zij is door de regering erkend.
Het kleinood is een 34 millimeter breed vierarmig zilveren kruis met in het midden een zilveren medaillon. Op dit medaillon is het hoofd van een gelauwerde Griekse atleet afgebeeld. Daar omheen is het randschrift "NATIONALE VIJFKAMP N.O.C." geplaatst. De armen van het kruis zijn blauw geëmailleerd. De keerzijde is vlak.
Bij meerdere succesvolle deelnames plaatste men een zilverkleurig Arabisch cijfer op het lint van het kruis en het baton.
Het lint waaraan het kruis op de linkerborst werd gedragen is, zoals in Nederland gebruikelijk 37 millimeter breed. De kleur is Nassaus blauw met een vijf millimeter brede zilveren streep door het midden.Men droeg het kruis ook als miniatuur op rokkostuums.
In de meeste jaren werden ongeveer 20 kruisen toegekend, in 1948 aan vier van de veertien deelnemers. 1955 was een topjaar met drieëntachtig vijfkampers en negenendertig kruisen.